# Uttenreuth

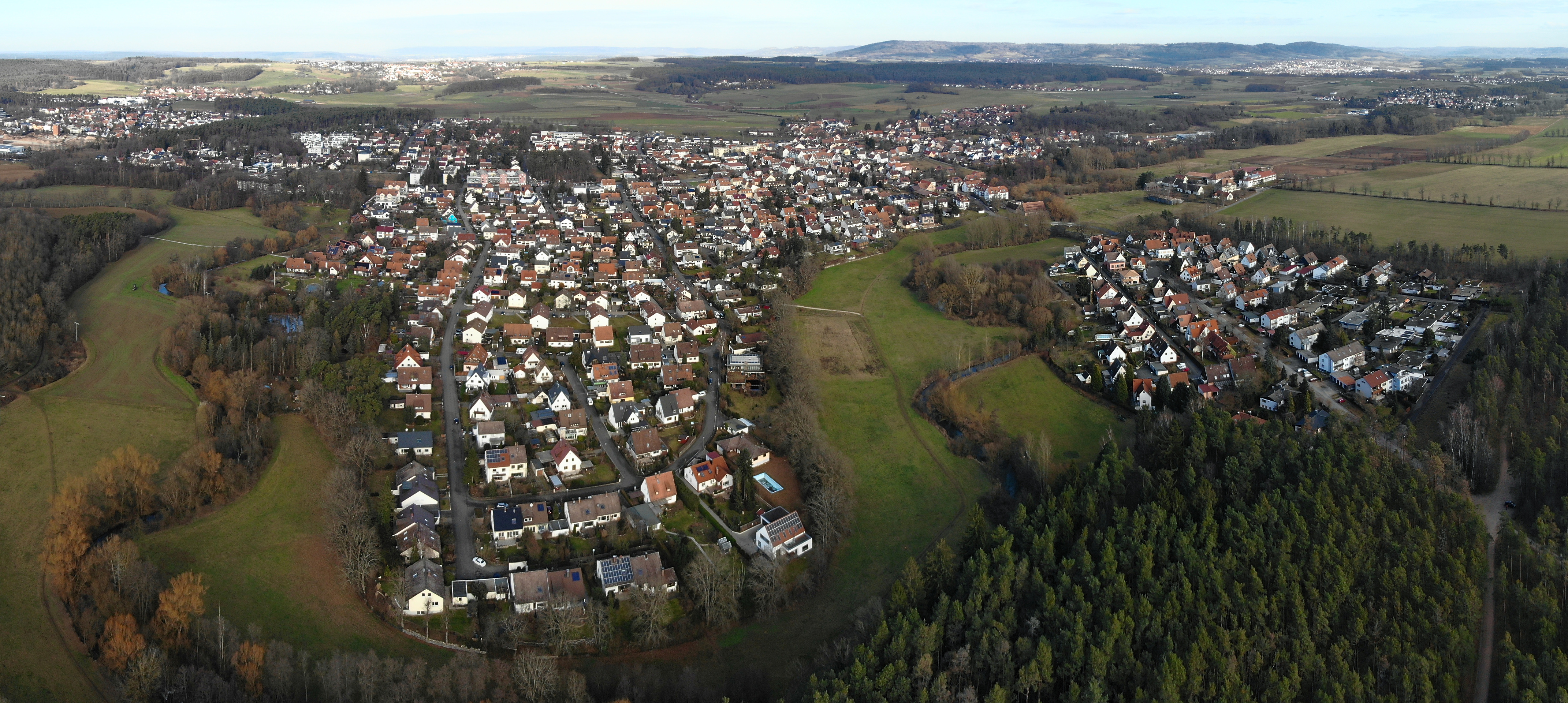
Uttenreuth Luftaufnahme (2020)

Uttenreuth (fränkisch: Udnraed) ist eine Gemeinde im mittelfränkischen Landkreis Erlangen-Höchstadt und der Sitz der Verwaltungsgemeinschaft Uttenreuth, zu der auch die Gemeinden Buckenhof, Spardorf und Marloffstein gehören. Die Endung -reuth weist auf eine ehemalige Rodungsfläche im Gemeindegebiet hin.

## Geografie

### Lage
Uttenreuth liegt etwa fünf Kilometer östlich von Erlangen im Tal der Schwabach. Im Nordosten grenzt das Gemeindegebiet an den Regierungsbezirk Oberfranken.

### Nachbargemeinden
Nachbargemeinden sind Dormitz (im Osten), Neunkirchen am Brand (Nordosten), Marloffstein (Norden), Spardorf (Nordwesten) und Buckenhof (Westen). Südlich liegt der Sebalder Reichswald.

### Gemeindegliederung
Die Gemeinde hat sechs Gemeindeteile (in Klammern ist der Siedlungstyp angegeben):
- Eggenhof (Gut)
- Habernhofermühle (Einöde)
- Langenbruckermühle (Einöde)
- Uttenreuth (Pfarrdorf)
- Weiher (Dorf)
- Weißenberg (Einöde)

Es gibt die Gemarkungen Uttenreuth, Weiher und Buckenhofer Forst. Die Gemarkung Uttenreuth hat eine Fläche von 4,273 km². Sie ist in 2601 Flurstücke aufgeteilt. In ihr liegen neben dem namensgebenden Ort die Gemeindeteile Eggenhof und Weißenberg.

## Geschichte
Uttenreuth entstand im 12. Jahrhundert bei der Erweiterung des Reichslandes um Nürnberg. Am 29. Juni 1334 wurde der Ort als „ůtenreůt“ erstmals urkundlich erwähnt. Der Ortsname bedeutet zur Rodung (-reuth) des Uto.
Durch den täuferischen Sendboten Hans Hut entstand Ende der 1520er Jahre die Uttenreuther Täufergemeinde. Aus ihr gingen um 1530 die sogenannten Uttenreuther Träumer hervor, eine apokalyptisch ausgerichtete Glaubensgemeinschaft, die vor allem wegen ihrer „geistlichen Ehen“ für Aufsehen sorgte.
Von 1797 bis 1810 unterstand der Ort dem Justiz- und Kammeramt Erlangen. Im Rahmen des Gemeindeedikts (frühes 19. Jahrhundert) wurde der Steuerdistrikt Uttenreuth gebildet. Zu diesem gehörten Adlitz, Atzelsberg, Buckenhof, Eggenhof, Rathsberg, Rosenbach, Schneckenhof, Spardorf, Sieglitzhof, Weiher, Weißenberg und Wunderburg. Mit dem Zweiten Gemeindeedikt (1818) entstanden folgende Ruralgemeinden:
- Adlitz mit Schneckenhof;
- Atzelsberg mit Rahtsberg;
- Buckenhof;
- Rosenbach;
- Spardorf mit Sieglitzhof;
- Uttenreuth mit Eggenhof, Weißenberg und Wunderburg;
- Weiher mit Habernhofermühle und Langenbruckermühle.

Die Gemeinde Uttenreuth war in Verwaltung und Gerichtsbarkeit dem Landgericht Erlangen zugeordnet und in der Finanzverwaltung dem Rentamt Erlangen (1919 in Finanzamt Erlangen umbenannt). Wunderburg wurde nach 1840, jedoch vor 1861 nach Marloffstein umgemeindet. Ab 1862 gehörte Uttenreuth zum Bezirksamt Erlangen (1939 in Landkreis Erlangen umbenannt), die Gerichtsbarkeit lag beim im gleichen Jahr gebildeten Stadt- und Landgericht Erlangen (1879 in das Amtsgericht Erlangen umgewandelt). Die Gemeinde hatte 1964 eine Gebietsfläche von 4,226 km².

### Eingemeindungen
Am 1. Mai 1978 wurde die Gemeinde Weiher eingegliedert.
Für einen Solarpark wurde aus dem gemeindefreien Gebiet Buckenhofer Forst eine Teilfläche von etwa 0,1553 km² ins Gemeindegebiet umgegliedert. Sie stellt eine Exklave der Gemeinde, umgeben vom gemeindefreien Gebiet dar. Der Gebietsstand der Gemeinde veränderte sich zwischen dem 1. Januar 2023 zum 1. Januar 2024 von 5,9509 km² auf 6,1062 km².

### Einwohnerentwicklung
Gemeinde Uttenreuth
| Jahr      | 1818   | 1840   | 1852   | 1861   | 1867   | 1871   | 1875   | 1880   | 1885   | 1890   | 1895   | 1900   | 1905   | 1910   | 1919   | 1925   | 1933   | 1939   | 1946   | 1950   | 1961   | 1970   | 1987   | 2008   | 2013   | 2017   |
| Einwohner | 380    | 442    | 493    | 500    | 526    | 519    | 566    | 599    | 611    | 583    | 596    | 652    | 628    | 611    | 614    | 680    | 790    | 783    | 1283   | 1389   | 2038   | 2499   | 4608   | 4736   | 4922   | 5083   |
| Häuser    | 83     | 74     |        |        |        | 78     |        |        | 90     | 90     |        | 94     |        |        |        | 106    |        |        |        | 148    | 328    |        | 1198   |        |        | 1559   |
| Quelle    | [ 11 ] | [ 17 ] | [ 18 ] | [ 19 ] | [ 20 ] | [ 21 ] | [ 22 ] | [ 23 ] | [ 24 ] | [ 25 ] | [ 18 ] | [ 26 ] | [ 18 ] | [ 27 ] | [ 18 ] | [ 28 ] | [ 18 ] | [ 18 ] | [ 18 ] | [ 29 ] | [ 12 ] | [ 30 ] | [ 31 ] | [ 32 ] | [ 32 ] | [ 32 ] |

Ort Uttenreuth
| Jahr      | 001818 | 001840 | 001861 | 001871 | 001885 | 001900 | 001925 | 001950 | 001961 | 001970 | 001987 | 002023 |
| Einwohner | 348    | 422    | 496    | 506    | 584    | 619    | 652    | 1338   | 2019   | 2369   | 3669   | 4301 * |
| Häuser    | 76     | 70     |        |        | 88     | 92     | 104    | 146    | 324    |        | 957    |        |
| Quelle    | [ 11 ] | [ 17 ] | [ 19 ] | [ 21 ] | [ 24 ] | [ 26 ] | [ 28 ] | [ 29 ] | [ 12 ] | [ 30 ] | [ 31 ] | [ 33 ] |

## Religionsgemeinschaften
In Uttenreuth gibt es die evangelisch-lutherische Kirchengemeinde Matthäus und die katholische Gemeinde St. Kunigunde. Zwischen beiden Gemeinden besteht seit 2011 eine Ökumenische Partnerschaftsvereinbarung.
Uttenreuth ist Gründungsort der ältesten christlichen Studentenverbindung in Deutschland, der CStV Uttenruthia Erlangen (1836). Zwei Wappen erinnern an die Vereinigung, eines am Erker des Schwarzen Adlers, das andere ist in die Saegmüllerstraße eingelassen, kurz nach der Kreuzung mit der Marloffsteiner Straße, wo sich auch das Kriegerdenkmal befindet.

## Politik

### Bürgermeister
| von  | bis   | Bürgermeister                                        |
| ---- | ----- | ---------------------------------------------------- |
| 1984 | 2014  | Karl Köhler (CSU, ab 2002 Uttenreuther Bürgergruppe) |
| 2014 | heute | Frederic Ruth (Die Unabhängigen)                     |

Karl Köhler war 30 Jahre Bürgermeister in Uttenreuth (5 Wahlperioden). 2002 hat er von der CSU zur Uttenreuther Bürgergruppe gewechselt. 
 Frederic Ruth hat 2020 seine zweite Wahlperiode begonnen.

### Gemeinderat
Der Gemeinderat besteht aus 20 Mitgliedern (bis zur Wahlperiode 2014–2020 noch aus 16 Mitgliedern) und dem hauptamtlichen Bürgermeister.
|      | CSU | Die Unabhängigen | Bürgergemeinschaft | SPD | Grüne und Alternative Liste | Gesamt   |
| 2008 | 5   | 3                | 4                  | 2   | 2                           | 16 Sitze |
| 2014 | 5   | 4                | 3                  | 2   | 2                           | 16 Sitze |
| 2020 | 5   | 6                | 3                  | 2   | 4                           | 20 Sitze |

Uttenreuth hat im September 2014 die Einwohnergrenze von 5000 Personen mit Erstwohnsitz überschritten. Deshalb wurden 2020 für den Gemeinderat 20 Mitglieder gewählt.

### Wappen und Flagge
Wappen
| Wappen von Uttenreuth | Blasonierung: „Über goldenem Wellenschildfuß, darin ein unterhalbes schwarzes Mühlrad, in Rot zwei schräg gekreuzte goldene Reuten, überdeckt von einer silbernen heraldischen Lilie, rechts und links beseitet von einem goldenen Stern.“ |
| Wappen von Uttenreuth | Wappenbegründung: Die beiden Reuten weisen auf den Ursprung der Siedlung als Rodungssiedlung hin, das Mühlrad weist auf die Lage an der Schwabach hin, die beiden Sterne sind aus dem Familienwappen des Johann Friedrich Esper entnommen, der Pfarrer in Uttenreuth und Paläontologe war. Die Farbgebung „Rot/Silber“ und „Gold/Schwarz“ weist auf die ehemalige Grenzlage des Ortes zwischen Brandenburg-Bayreuth und dem Bistum Bamberg hin. Die Gemeinde Uttenreuth führt seit 1978 das Wappen. |

Flagge
Die Gemeindeflagge ist weiß-rot.

### Gemeindepartnerschaften
- Frankreich: St. Grégoire in der Nähe von Rennes, seit 1992. Nach der Partnergemeinde ist der St.-Grégoire-Platz, Ecke Saegmüllerstraße-Esperstraße, benannt.

## Kultur

### Baudenkmäler

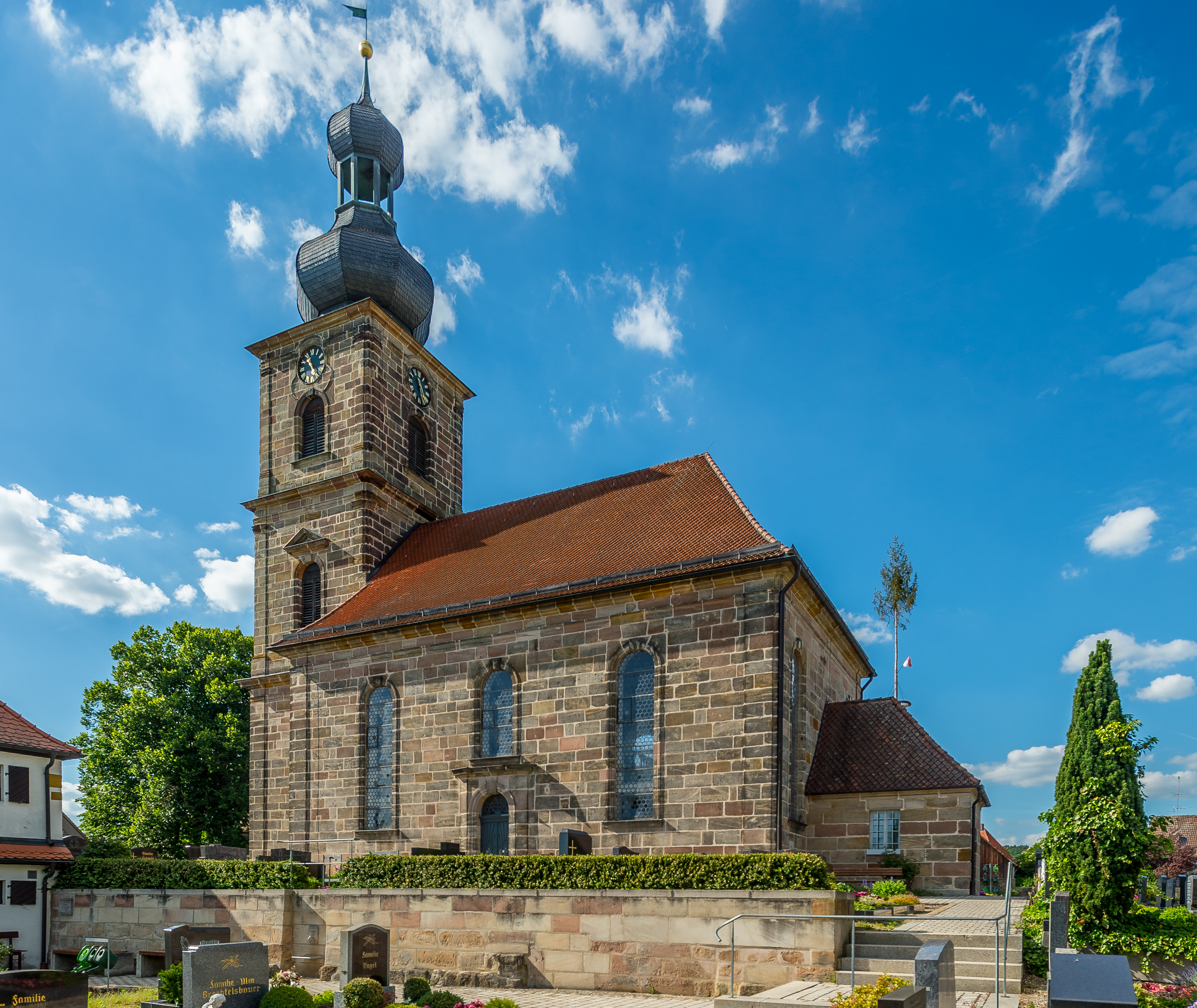
Die evangelische Matthäuskirche (1765/1766)

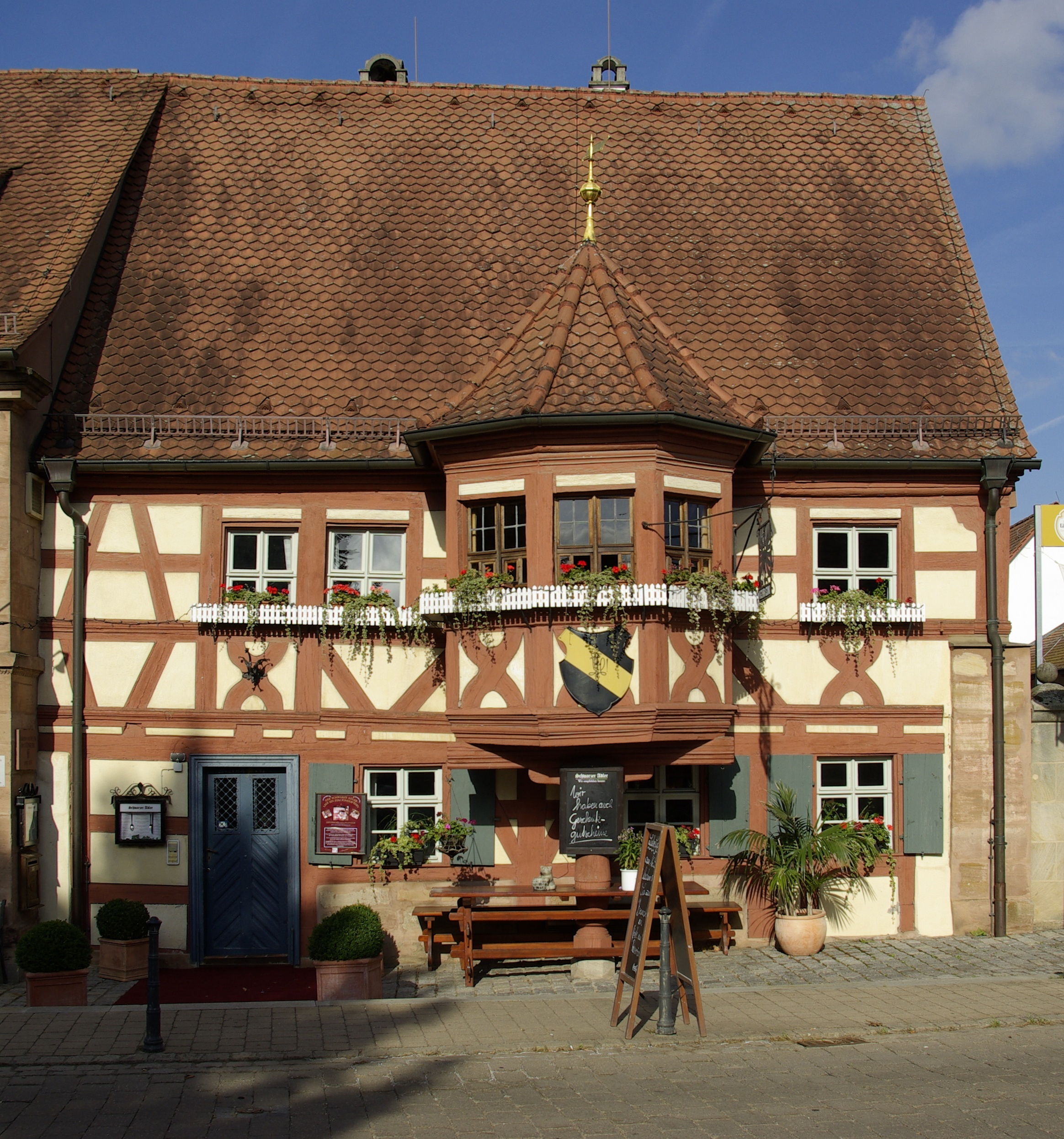
Gasthaus Schwarzer Adler (erbaut 1516)

Sehenswerte Bauwerke sind die evangelische Matthäuskirche (1765/1766) und der Schwarze Adler, der 1516 als Gasthof und Brauerei erbaut wurde. Heute ist er  Hotel und Restaurant. Erhalten ist auch die Gemeindescheune aus den Jahren 1715/16 in der Esperstraße im Besitz der evangelischen Kirchengemeinde; sie dient als Diakoniestation. Auch das repräsentative Pfarrhaus der evangelischen Gemeinde aus den Jahren 1914/15 gleich neben der Pfarrscheune ist wegen der auffälligen Fassade bemerkenswert.

### Sport
Sportverein SC Uttenreuth, gegründet 1923; das Vereinsheim befindet sich am Ende der Breslauer Straße. Das ursprüngliche, als Hasenheim bekannte Vereinsheim musste dem Neubaugebiet Liegnitzer Straße weichen.
Der zweite große Sportverein ist das Fitness Forum e. V. mit einem breiten Angebot für alle Altersklassen in vielen Bereichen des Breitensports.

### Bildung
Die Grundschule Uttenreuth, heute in der Breslauer Straße, früher bei der Matthäuskirche, zwei alte Schulgebäude (die Alte Schule, heute vorwiegend vom Singverein genutzt, und ein weiteres älteres Sandsteingebäude aus dem 19. Jahrhundert) sind noch erhalten. Die Gemeindebücherei ist an die Turnhalle zwischen der heutigen Grundschule und dem Vereinsheim des SC Uttenreuth angebaut.
Seit November 2013 wurde im ehemaligen Bushäuschen vor dem Getränkemarkt in der Erlanger Straße 18 ein öffentlicher Bücherschrank eingerichtet. Die Nutzung ist – kostenfrei für jede/-n – rund um die Uhr möglich.

## Wirtschaft
Einst war für die Wirtschaft Uttenreuths die Fleischfabrik Bär (Seku) prägend, die bis zum Konkurs 1966 auf einem großen Gebiet Fleisch- und Wurstkonserven herstellte, unter anderem auch für die Bundeswehr und früher die Reichswehr. Seku hatte dort einen eigenen Bahnhof, der noch erhalten ist. Von dem Betrieb, der sich von der Marloffsteiner bis zur Breslauer Straße, begrenzt durch die Erlanger Straße im Süden und den Schleifweg im Norden, erstreckte, sind nur noch die Verwaltungsgebäude an der Marloffsteiner Straße erhalten, die als Ärztehaus und Dienstleistungsfläche dienen.
Auch die Standard Elektrik Lorenz (SEL) produzierte in Uttenreuth; die letzten Gebäude (Pförtnerhaus und ein Produktionsbau) am Ende des Schleifwegs wurden 2005/2006 abgerissen. Die Grundstücke sind, wie das Gebiet der Fleischfabrik Bär, mittlerweile bebaut.
Viele Angestellte der Firma Siemens in Erlangen ließen sich in Uttenreuth nieder und bilden eine große Gruppe in der Bevölkerung.

## Verkehr
Die Staatsstraße 2240 verläuft westlich über Buckenhof (1,75 km) nach Erlangen zur Anschlussstelle 32 der Bundesautobahn 73 (6 km) bzw. östlich über Weiher (1,75 km) nach Dormitz (3,5 km). Die Kreisstraße ERH 7 verläuft nördlich nach Marloffstein zur Staatsstraße 2242 (2,5 km). Eine Gemeindeverbindungsstraße verläuft nordöstlich nach Rosenbach (1,75 km).
Eine gute Busverbindung besteht nach Erlangen mit der Linie 209 des OVF. Nächstgelegene Bahnstation ist der Bahnhof Erlangen. Früher hatte Uttenreuth einen eigenen Bahnhof an der Seku, der Sekundärbahn Erlangen–Gräfenberg, die allerdings im Bereich von Uttenreuth seit Ende 1963 stillgelegt ist. Am 19. April 2015 fand ein Bürgerentscheid über eine Realisierung einer Stadt-Umland-Bahn im Landkreis Erlangen-Höchstadt statt. 61 % der Bürger aus Uttenreuth/Weiher und 57 % der Bürger des Landkreises Erlangen-Höchstadt sprachen sich gegen eine Realisierung der Stadt-Umland-Bahn (T-Netz) aus.

### Ortsumgehung
Jahrzehntelang war der Bau einer Ortsumgehung durch den Sebalder Reichswald für die Straße von Erlangen nach Gräfenberg bzw. Eckental ein Streitthema. Der Kampf zwischen Umweltschützern und Befürwortern der sogenannten Südumgehung begann bereits in den 1970er Jahren.
Im Jahr 2006 wurde von der Bayerischen Staatsregierung durch eine Verordnung fast der gesamte Nürnberger Reichswald als Europäisches Vogelschutzgebiet ausgewiesen, weshalb das Staatliche Bauamt die Trasse am Waldrand aus Gründen des Naturschutzes für rechtlich unzulässig erachtete. Im Jahre 2007 wurden die Bürger von Uttenreuth und Weiher bei einem Bürgerentscheid, der am 20. Mai 2007 stattfand, hierzu befragt. Eine knappe Mehrheit der Bürger sprach sich für eine Realisierung der „Südumgehung“ aus. Bei den Bürgern fand sich keine Mehrheit für die ortsnahe Alternativtrasse, die nördlich von Weiher verlaufen sollte. So wurde im Juni 2012 bekannt, dass das bisherige Planfeststellungsverfahren endgültig eingestellt wird. Es wurden jedoch Verbesserungen durch lärmmindernden Asphalt entlang der Bestandsstrecke und die Beseitigung von Engstellen versprochen.

## Persönlichkeiten
- Hans Becker (1936–2017), ab 1976 ordentlicher Professor für Geographie an der Universität Bamberg, lebte in Uttenreuth.
- Georg Bodenschatz (1707–1797), wirkte seit 1740 als Pfarrer in Uttenreuth
- Arnold Zeiß (1928–2020), Geologe und Paläontologe an der Universität Erlangen-Nürnberg, lebte in Uttenreuth